# Gruppo 9999
Gruppo 9999 è stato un gruppo di architetti radicali fondato a Firenze nel 1968 da Giorgio Birelli, Carlo Caldini (1942 - Firenze, 22 febbraio 2017), Fabrizio Fiumi (Firenze, 1943 - Los Angeles, 27 agosto 2013) e Paolo Galli, studenti della Facoltà di Architettura di Firenze. Del gruppo, che inizialmente era denominato 1999, fecero parte anche: Paolo Coggiola, Andrea Gigli, Mario Preti e Giovanni Sani. Rimase attivo fino al 1972.

## L'Architettura radicale a Firenze
Il movimento, dapprima conosciuto come "anti-design" o "contro-design", poi definito architettura radicale da Germano Celant, ebbe il suo centro propulsore a Firenze negli anni sessanta, grazie alla presenza di numerosi gruppi e di singoli architetti d'avanguardia, utopici e visionari, come Superstudio, Archizoom, Ufo, Remo Buti, Gianni Pettena, Zziggurat e Gruppo 9999. Molti di loro erano, o erano stati, allievi di Leonardo Ricci e Leonardo Savioli docenti che, insieme a Giovanni Klaus Koenig e a Umberto Eco, sostenevano l'onda del cambiamento generazionale.
Il movimento sovversivo si diffuse in seguito anche a Milano, Torino, Roma e Napoli, e contribuì a riformulare il linguaggio architettonico e a rivoluzionare l'idea di architettura legata alla monumentalità e ad una metodologia progettuale vecchia, scollegata dal mondo moderno.

## Storia delGruppo 9999

### I viaggi
Caldini, Preti e Walter Natali nell'estate del 1964, a bordo di un furgone Volkswagen attrezzato a camper, partirono per l'India con l'obiettivo di raggiungere e studiare Chandigarh, città progettata da Le Corbusier. Il viaggio, sostenuto dal sindaco La Pira che li aveva aiutati nell'organizzazione delle varie tappe, durò circa 4 mesi; attraversarono la Iugoslavia, la Grecia, la Turchia, l'Iran, il Pakistan, l'India, il Nepal, l'Afganistan, l'Iraq, la Syria; di ogni paese visitarono sia i centri moderni sia l'architettura storica.
Nel 1967 ottennero un finanziamento da parte del CNR, dai ministeri degli Affari Esteri, della Pubblica Istruzione e dal governo statunitense per un viaggio-studio focalizzato sulle strutture architettoniche dei moderni campus universitari americani. Partirono Caldini e Preti con la moglie; visitarono numerosi centri universitari attraversando l'America da est a ovest; vennero in contatto con i maggiori esponenti del panorama architettonico internazionale (con Louis Kahn e Paul Rudolph) e con giovani ricercatori coinvolti nei moti di rinnovamento culturale. Ebbero modo di conoscere da vicino le avanguardie della controcultura americana, gli esperimenti di Paolo Soleri in Arizona e la scuola di Taliesin West realizzata da Frank Lloyd Wright. Visitarono la base NASA di Cape Canaveral, l'Expo di Montreal, Los Angeles e osservarono l'architettura elettrica di Las Vegas. Entrambi i viaggi furono fonte di ispirazione e di spunti innovativi per tutto il gruppo.

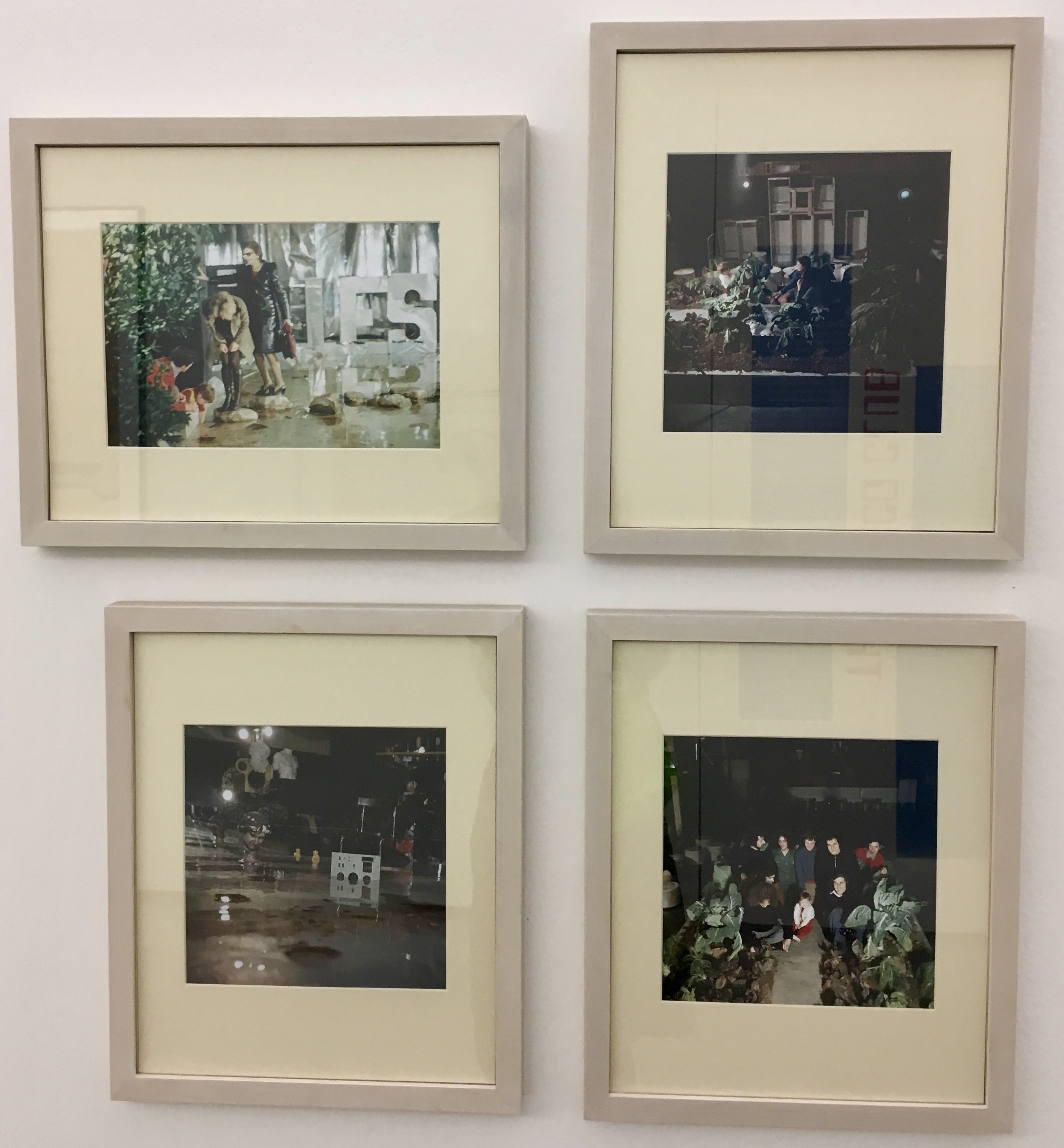
Natura all'interno dello Space Elecronic

### La filosofia
Rientrati a Firenze, nell'estate del 1968 inaugurarono il loro studio in campagna al pian terreno di una villa-fattoria in cima alla collina di Marignolle; qui realizzarono concretamente alcuni progetti, tra cui la costruzione di una barca, passione coltivata dal Galli.
Fin dai primi anni sessanta nel mondo si stava diffondendo l'idea di un futuro legato indissolubilmente allo sviluppo della scienza e in particolare della tecnologia. Il progresso era considerato imprescindibile dall'automazione applicata in ogni ambito: ai trasporti, alla comunicazione, alla funzionalità, al vivere quotidiano. Si progettava il primo sbarco sulla luna. La stessa facoltà di architettura fiorentina produceva grandi progetti di città fantastiche, realizzate con sistemi altamente tecnologici.
Il Gruppo 9999 vivendo a stretto contatto con la natura ebbe modo di osservarne i delicati equilibri e di mettere a fuoco il pericolo rappresentato dall'uso smodato della tecnologia. "Dobbiamo voler più bene al nostro pianeta!" dicevano, e condannavano il cattivo uso dei mass-media, errate posizioni filosofico-religiose, le false mete della rincorsa economico-politica attenta solo alla logica del mercato e del consumo, tendenze tutte ritenute causa di inquinamento a vari livelli.
Si fecero pertanto promotori di un moto ecologista; ogni loro attività progettuale conteneva un messaggio etico. Lanciarono un proclama che, oltre a mettere in luce la filosofia del gruppo, mirava a delineare un preciso modello di vita e a diffonderlo:
La loro attività, più che a raggiungere un risultato, puntava ad approfondire la ricerca di un metodo di lavoro. Non erano interessati al piano politico né intendevano scendere a patti col mercato, tenevano alla loro indipendenza e libertà di azione.
Cominciarono a lavorare all'ipotesi di una tecnologia controllata e guidata, in rapporto stretto con la natura, per esaltarla e proteggerla, non per distruggerla.

### Progetti principali
Cinque anni di ricerche sperimentali, dal 1966 al 1971, sono descritti e documentati in Ricordi di architettura/Architectural memoirs: arte moderna, testo edito dal gruppo stesso nel 1972, con rilegatura originale in rame sbalzato. Alcuni dei progetti sono apparsi sulle principali riviste d'epoca.

#### Happening a Ponte Vecchio

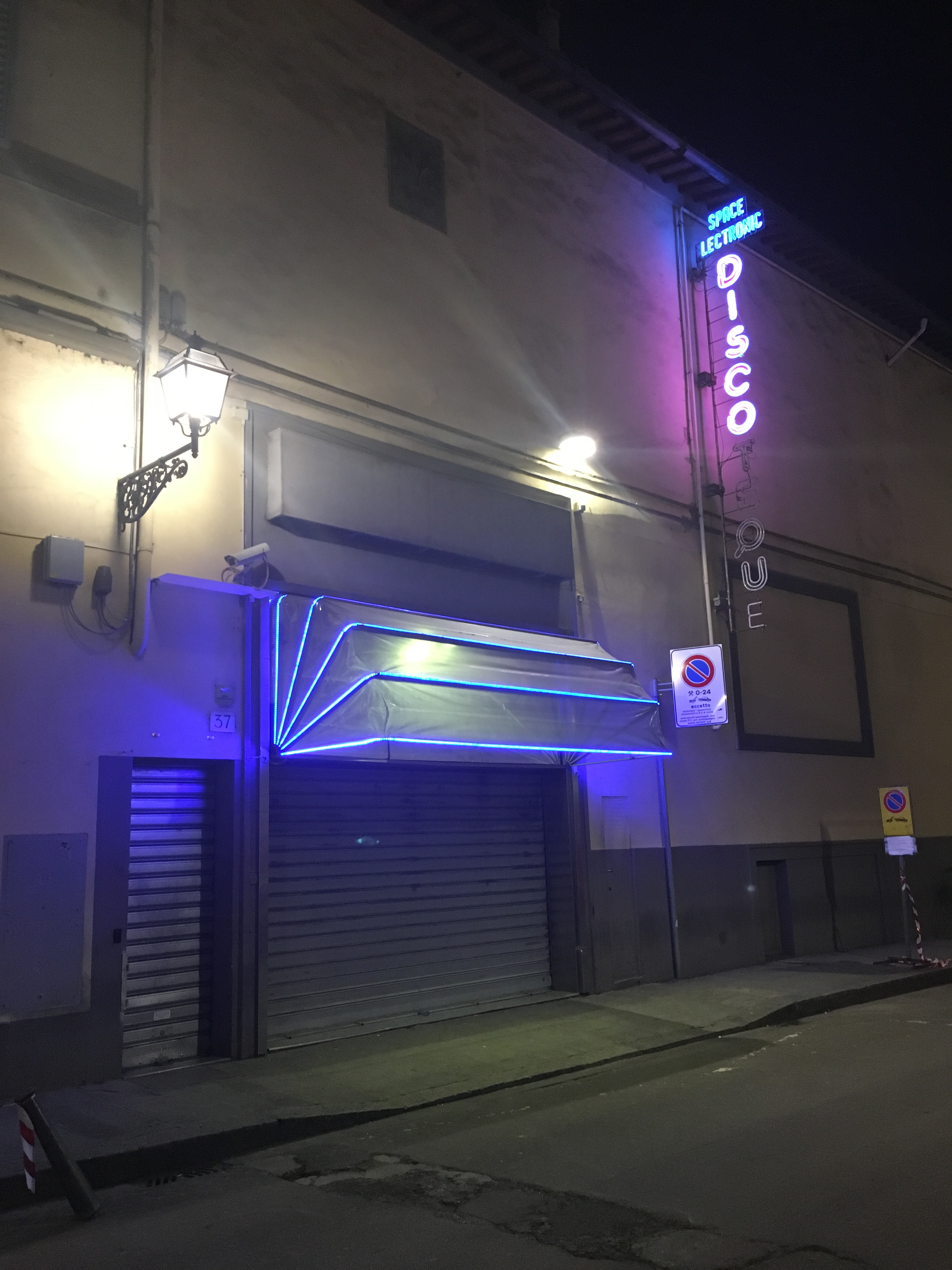
Space Electronic (Dicembre 2017)

Nel dicembre 1967 Caldini aveva avuto l'occasione di visitare l'Electric Circus, una discoteca del Greenwich Village di New York, dove Rudi Stern, artista eclettico e visionario, sperimentava una nuova forma d'arte, l'Arte Multimediale, caratterizzata dalla compresenza e interazione di più linguaggi (testi scritti, immagini, suoni, giochi di luce e animazioni) in uno stesso supporto. Sulla base delle suggestioni ricevute dall'uso multimediale dello spazio della discoteca e sotto l'influenza delle teorie di Marshall McLuhan, il 25 settembre del 1968 il gruppo organizzò una performance sul Lungarno: dal terrazzino dello studio dell'architetto Marco Jodice, furono proiettate immagini sulle pareti del Ponte Vecchio, si videro un astronauta galleggiante nello spazio; uno snodo autostradale di Los Angeles; disegni geometrici, strisce, cerchi concentrici, scacchiere. La forza suggestiva dell'happening puntava a proporre un nuovo sistema di progettazione e di intervento, senza l'uso di martelli e scalpelli, e a suscitare una diversa percezione del monumento. Alla performance, effettuata senza alcun permesso e durata circa un'ora, assistettero circa un centinaio di persone. (Immagine)

#### Space Electronic
Il bisogno di mettersi alla prova in totale autonomia li spinse a cercare uno spazio grande dove sperimentare liberamente e dove ospitare manifestazioni di vario genere. Anche per questo proposito fonte di ispirazione fu la discoteca Electric Circus che aveva affascinato Caldini e Fiumi nell'estate 1968. Dalla campagna, dove vivevano immersi nella natura, in compagnia di olivi e vigne, si ritrovarono in uno spazio multimediale, psichedelico, vicino alla stazione di Santa Maria Novella. Lo Space Electronic venne inaugurato il 27 febbraio del 1969.

#### S-Space Mondial Festival
Lo S-Space Mondial Festival si svolse all'interno dello Space Electronic dal 9 all'11 Novembre 1971, con il titolo Vita, Morte e Miracoli dell'Architettura. Il festival fu dedicato allo scambio di esperienze fra i gruppi radicali fiorentini e non. L'evento era stato preceduto dalla costituzione della S-Space (acronimo di Scuola Separata per l'Architettura Concettuale Espansa), una scuola sperimentale di architettura fondata dal 9999 e Superstudio, prima impresa "didattica" pensata per stimolare il libero sviluppo della creatitivtà individuale e collettiva. Durante i tre giorni gli allievi furono coinvolti in laboratori multidisciplinari; le sperimentazioni avvennero sia all'interno del locale, sia all'esterno. Il 9999 al centro della discoteca realizzò un orto su di una piattaforma sopraelevata, con terra e piante trapiantate che venivano annaffiate tutti i giorni; l'installazione rappresentò il living room della Casa Orto—Vegetable Garden House, progetto che l'anno successivo avrebbe vinto il primo premio al concorso per giovani designer indetto dal MoMA, nell'ambito della mostra Italy: The New Domestic Landscape. Il piano inferiore della discoteca fu completamente allagato con 30 cm di acqua per realizzare un ambiente naturale con pesci, erba e alberi; pietre di varie dimensioni ne rendevano possibile il traversamento. Fra le sperimentazioni esterne si ricorda la Sonorizzazione degli alberi, un happening effettuato in campagna, con strumenti musicali e amplificatori, per far sentire suoni e musica agli alberi. I tre giorni dell'evento furono commemorati in un catalogo con rilegatura cartonata rivestita di lana bianca grezza, ideato da Caldini.
Un altro tentativo "didattico" teso a diffondere la cultura radical, fu la fondazione del Global Tools avvenuta il 12 gennaio 1973 presso la redazione di Casabella. I 9999 aderirono insieme ad altri gruppi e singoli architetti: Archizoom Associati, Remo Buti, Casabella, Riccardo Dalisi, Ugo La Pietra, Gaetano Pesce, Gianni Pettena, Rassegna, Ettore Sottsass jr, Superstudio, Ufo e Zziggurat. Fu il momento di maggiore aggregazione dei diversi soggetti rappresentativi delle avanguardie italiane. L'esperienza terminò nel 1975.

#### Italy: The New Domestic Landscape
Italy: The New Domestic Landscape fu una mostra curata da Emilio Ambasz al MoMA di New York, (26 maggio-11 settembre 1972); il programma prevedeva anche un concorso per giovani designer. Il progetto presentato dal Gruppo 9999 fu Casa Orto—Vegetable Garden House; la ricerca di un perfetto equilibrio tra progresso e rispetto per l'ambiente li portò all'ideazione di una casa ecologica dove il verde si integrava nello spazio abitativo. Una camera da letto venne proposta con il letto ad aria sospeso al centro di una vasca piena d'acqua, con intorno spazi di terra coltivati a ortaggi, simbolo di una relazione simbiotica dell'uomo con la natura. Furono inviate al MoMA sei scatole di legno illuminate dall'interno grazie a neon e fili elettrici. Le tavole realizzate con fotomontaggi e collage di diapositive ritagliate, erano state incollate su plexiglas. Il progetto vinse il primo premio, a pari merito con un lavoro presentato da Gianantonio Mari, e divenne un riferimento importante per l'ecologismo nascente. Le scatole originali andarono perdute.

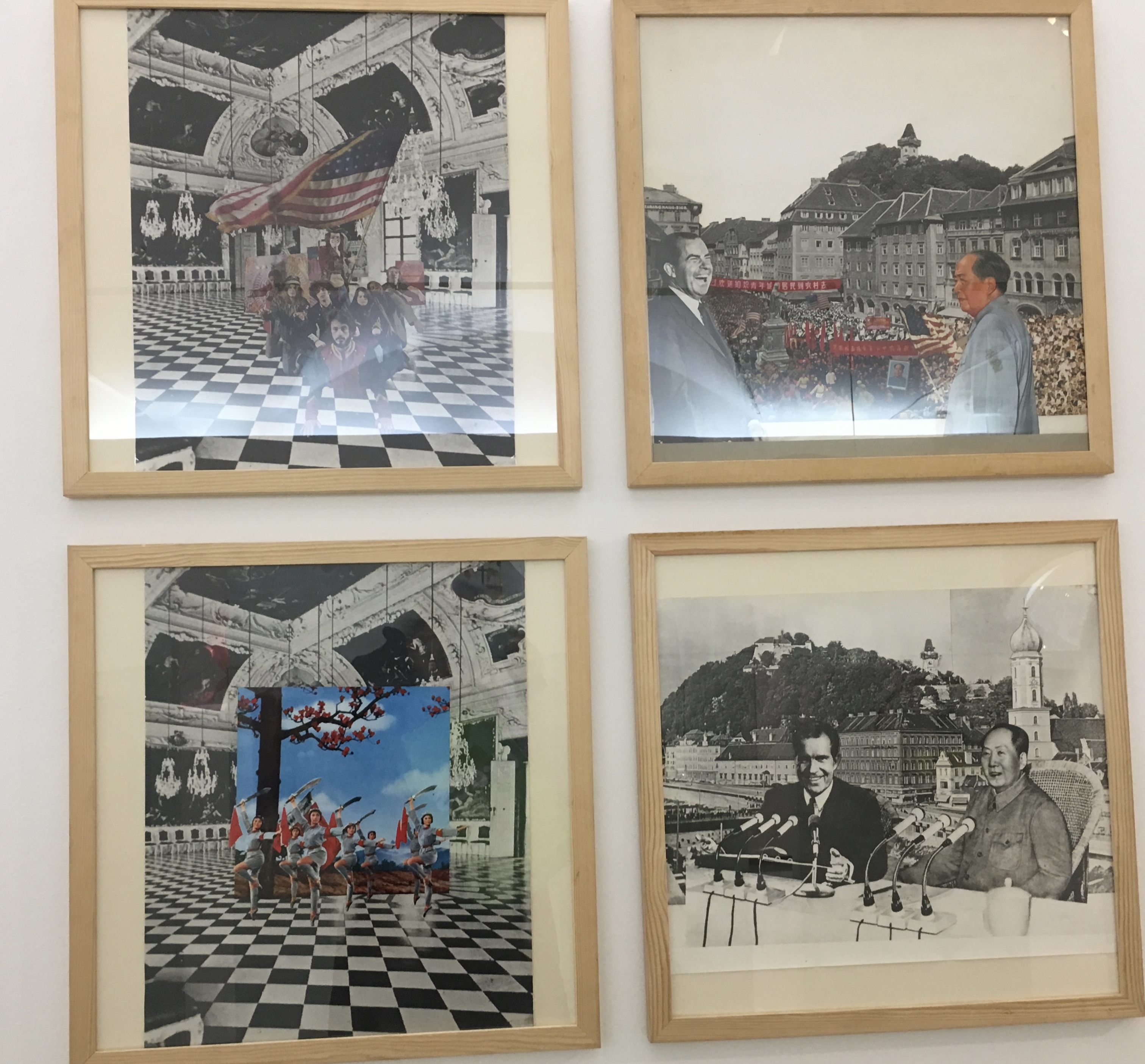
Meeting fra Mao e Nixon

### Ancora progetti
- Los Angeles Megastruttura 1966. Alcuni disegni di questo progetto furono acquistati dal Beaubourg[18]
- Padiglione italiano Expo Osaka Giappone, concorso nazionale 1969
- S-Space, 1970. Esterno Alba in piscina, Alberi sonorizzati. Interno Jam session n. 1
- Salvataggio di Venezia. Concorso internazionale per salvare Venezia dall'acqua alta, 1971; il 9999 propose la trasformazione dei canali in prati verdi e piste ciclabili. Tecnica usata: fotomontaggi e collage di diapositive ritagliate
- Nuova Università a Firenze 1971. Concorso internazionale per la sistemazione dell'Università di Firenze. Il gruppo collocò gli spazi della didattica e della ricerca scientifica all'interno di un bosco. Una foresta accoglieva gli studenti e consentiva loro di studiare a contatto con la natura. Tecnica usata: fotomontaggi e collage di diapositive ritagliate[19]
- Apollo, 1970. Il progetto intendeva denunciare la competizione tra superpotenze per la conquista spaziale, e mirava invece a trasportare sulla luna natura e cultura.
- Aeroporto di Genova, concorso 1970
- Graz Urban Intermedia, concorso internazionale nell'ambito della Biennale Trigon '71. Il concorso intendeva promuovere e rendere famosa la città di Graz nel mondo. Il gruppo non progettò un'opera d'architettura come richiesto, ma un evento pensato come gesto distensivo fra due potenze per scongiurare una possibile guerra nucleare: Meeting fra Mao e Nixon. Tutte le tavole del progetto furono realizzate in doppia copia e spedite sia a Washington sia a Pechino. Tecnica usata: fotomontaggi e collage di diapositive ritagliate[20]

## Mostre
Firenze ha ricordato l'attività del Gruppo 9999 dedicandogli due mostre:
- Rivoluzione 9999, al Museo Novecento, novembre 2017-gennaio 2018[21]
- Utopie Radicali, alla Strozzina di Palazzo Strozzi, ottobre 2017-gennaio 2018